# Ron Butler
Ronald Butler Jr. es un actor, director y comediante de televisión estadounidense nacido en las Bahamas que es mejor conocido por interpretar a Oscar, el inteligente recepcionista, en la serie de televisión de Nickelodeon True Jackson, VP, de 2008 a 2011. A menudo interpreta al expresidente Barack Obama en sketches cómicos. Ha actuado con la Atlantic Theater Company durante más de 20 años.

## Vida temprana
Butler es originario de las Bahamas. Lleva el nombre de su padre Ronnie Butler, Sr., un cantante de calypso, compositor y artista de grabación. Cuando era niño, Butler a veces actuaba con su padre. Butler creció en parte en los Estados Unidos (Washington, D.C., Virginia y los suburbios de Syracuse, Nueva York) y en parte en las Bahamas. Asistió a la escuela secundaria en las Bahamas y se graduó magna cum laude de la Universidad Internacional Trinity cerca de Chicago, Illinois, recibiendo una licenciatura en Historia y Economía en 1985.
Butler trabajó como consultor económico para un bufete de abogados con sede en Washington, D.C., antes de comenzar su carrera como actor. Mientras estaba en Washington, Butler estudió actuación privada con Vera Katz de la Universidad de Howard y actuó en el teatro regional alrededor de Washington. Más tarde, estudió con David Mamet, William H. Macy, Felicity Huffman, Scott Zigler y Robert Bella de la Atlantic Theater Company.

## Carrera
Butler se convirtió en miembro de la Off-Broadway Atlantic Theater Company en la ciudad de Nueva York en 1991, el mismo año en que apareció en la película Homicide. Con Atlantic, ha actuado, entre otras obras, Once in a Lifetime. Entre otros papeles de teatro off-Broadway y regional, interpretó a Bunker y otros papeles en un renacimiento de Merrily We Roll Along (y en la grabación del elenco) con la York Theatre Company en 1994. Luego cantó en una banda de swing, The Solicitors, en Europa durante algunos años. En 2007, interpretó a Henry en la producción de conciertos de South Pacific en el Hollywood Bowl con Reba McEntire y Brian Stokes Mitchell.
Apareció en la película de 2004 de HBO Everyday People, como Ron Harding, por la que ganó un premio IFP a la mejor actuación de ruptura. También apareció en las películas Smother (2007) y Rain (2008). Interpretó a Oscar, el inteligente recepcionista de Mad Style, en la serie de televisión True Jackson, VP, de 2008 a 2011. Estuvo en la producción de Hollywood Bowl de South Pacific. Interpreta al vicedirector Lewis en la serie web First Day. Ha actuado como invitado en programas de televisión como Without a Trace, Crossing Jordan, Boston Legal, How I Met Your Mother, Scrubs, Ugly Betty, Medium, Dirty Sexy Money y en el primer episodio de la cuarta serie de Torchwood titulada "The New World".
Butler también escribe e interpreta comedias de sketches. El presidente Barack Obama es uno de sus personajes más destacados. En octubre de 2010, publicó un vídeo en YouTube, como Obama, cantando un pastiche de la "Canción del Mayor General" que cariñosamente satirizaba al Presidente. El vídeo se distribuyó ampliamente en Internet.

## Apariciones en televisión y series
- 1991 Homicide
- 2004 Everyday People
- 2004 Spartan
- 2005 Boston Legal
- 2005-2010 Summerland
- 2005 Invasión
- 2006 Related
- 2006 Ugly Betty
- 2006 Sin rastro
- 2006 - 2007 Crossing Jordan
- 2007 Nurses
- 2007 Medium
- 2007 How I Met Your Mother
- 2007 Smother
- 2008 Eli Stone
- 2008 Rain
- 2008 Dirty Sexy Money
- 2008 Terminator: The Sarah Connor Chronicles
- 2008-2011 True Jackson, VP
- 2011 Torchwood: Miracle Day
- 2012 Dog with a Blog
- 2012 Parenthood
- 2013 Grey's Anatomy
- 2012-2013 Bunheads
- 2013 Shameless
- 2013 It's Always Sunny in Philadelphia
- 2014 Old Dogs & New Tricks
- 2014 The Hungover Games

### Narraciones
- 2015 Til the Well Runs Dry
- 2015 Notes of a Native Son
- 2015 Grant Park
- 2016 Who Was Roberto Clemente?
- 2019 The Black Jacobins
- 2019 On Time: A Princely Life in Funk
- 2021 The Half Has Never Been Told: Slavery and the Making of American Capitalism

### Web
- 2011 First Day 2: First Dance